# Kirjosaari (ö i Nyland)
Kirjosaari är en ö i Finland. Den ligger i sjön Enäjärvi och i kommunen Lojo i den ekonomiska regionen  Helsingfors  och landskapet Nyland, i den södra delen av landet, 70 km väster om huvudstaden Helsingfors. Öns area är 0,2 hektar och dess största längd är 60 meter i sydöst-nordvästlig riktning.